# La Scala (Jarrett)
La Scala és un àlbum gravat en viu pel pianista nord-americà Keith Jarrett, que va ser llançat pel segell ECM el 1997. Va ser gravat en concert el 13 de febrer de 1995 al Teatre alla Scala de Milà, Itàlia.

## Llista de pistes
1. La Scala, Part 1 - 44:54
2. La Scala, Part 2 - 27:42
3. Over the Rainbow (Harold Arlen, E.Y. "Yip" Harburg) - 6:01